# Rudolf Meinl
Rudolf Meinl (* 2. Mai 1934 in Liebenau, Tschechoslowakei; † 26. Dezember 2024 in Chemnitz) war ein deutscher Politiker (CDU).

## Werdegang
Nach seinem Abitur besuchte Meinl die Technische Hochschule Dresden und wurde dort Diplomingenieur. Er war in der Forschungs- und Entwicklungsarbeit im Werkzeugmaschinenbau und in der Entwicklung und Konstruktion für Handhabetechnik an Werkzeugmaschinen tätig. Er war zudem Mitglied der Sudetendeutschen Landsmannschaft.
1952 trat Meinl in die CDU der DDR ein. Er war Mitglied der CDU-Wirtschaftsvereinigung Chemnitz. Von 1987 bis 1990 war er Stadtbezirksvorsitzender von Karl-Marx-Stadt-West, von 1990 bis 1992 war er stellvertretender Stadtvorsitzender von Chemnitz. Von Mai 1990 bis 1994 war er Mitglied im Stadtparlament Chemnitz. Von 1990 bis 1998 war er Mitglied des Deutschen Bundestages. Er vertrat den Wahlkreis Chemnitz I als direkt gewählter Abgeordneter.
Meinl starb am 2. Weihnachtsfeiertag 2024 im Alter von 90 Jahren in Chemnitz und soll am 8. Januar 2025 auf dem Friedhof in Chemnitz-Reichenhain bestattet werden.

## Belege
1. ↑  Susanne Kiewitter: Ehemaliger CDU-Politiker aus Chemnitz gestorben. Freie Presse, 1. Januar 2025, abgerufen am 1. Januar 2025.

| Personendaten    | Personendaten                  |
| ---------------- | ------------------------------ |
| NAME             | Meinl, Rudolf                  |
| KURZBESCHREIBUNG | deutscher Politiker (CDU), MdB |
| GEBURTSDATUM     | 2. Mai 1934                    |
| GEBURTSORT       | Liebenau, Tschechoslowakei     |
| STERBEDATUM      | 26. Dezember 2024              |
| STERBEORT        | Chemnitz                       |